# 新井裕 (実業家)
新井 裕（あらい ひろし、1929年〈昭和4年〉11月6日 - 2018年〈平成30年〉8月18日）は、群馬県出身の実業家。オリエントコーポレーション社長などを務めた。

## 経歴
1929年、群馬県生まれ。1978年に明治大学商学部を卒業、第一勧業銀行入行。以降は神保町、堂島、昭和通、京橋支店の各支店長を歴任し、1982年6月に取締役、1984年4月に常務取締役、1987年6月に専務取締役、1988年6月に代表取締役副頭取に昇進。1992年6月に山万アーバンフロント社長、翌1993年6月にオリエントコーポレーション代表取締役社長に就任。1999年6月に退任して代表取締役会長となる。
社外においては、全国信販協会会長、日本クレジット産業協会（JCIA）副会長など、業界の要職を歴任した。
2018年、肺炎のため88歳で死去。